# عبد القادر العلام
عبد القادر العلاّم العبيدي (1920 - 2003) هو سياسي ليبي تولى عدة مناصب وزارية منها الدفاع والخارجية.
تولى منصب وزير الزراعة والغابات أيام حكومة إمارة برقة (مارس 1950‒ديسمبر 1951) أي حتى استقلال ليبيا.
تولى منصب وزارات الدفاع في عهد حكومة مصطفى بن حليم (أكتوبر 1956‒مايو 1957)، ثم المواصلات في عهد عبد المجيد كعبار (مايو 1957-أبريل 1958)، ثم الاقتصاد في الأيام الأخيرة لنفس الحكومة (سبتمبر‒أكتوبر 1960).
تولى وزارة الخارجية في بداية عهد محمد عثمان الصيد (أكتوبر1960‒مايو 1961).